# Morte nella notte di Natale
Morte nella notte di Natale (originale tedesco Der Weihnachtstod. Ein bayrisches Requiem) è il titolo di un'opera teatrale scritta nel 1984 da Franz Xaver Kroetz, disponibile anche in versione italiana.
Nella versione moderna della storia di Natale, Maria e Giuseppe sono sostituiti da una coppia di richiedenti asilo.

## Prima
- Münchner Kammerspiele 1986

con Franz Boehm, Enzi Fuchs, Erdal Merdan e Emine Sevgy Özdamar
regia Franz Xaver Kroetz

## Prima italiana
- Teatro Libero 1988

con Duilio Del Prete, Dely De Majo, Ernesto Tomasini e Pamela Distefano
regia Beno Mazzone